# Martin (Michigan)
Martin – wieś w Stanach Zjednoczonych, w stanie Michigan, w hrabstwie Allegan.